# Primera División de Costa Rica 2008/09
Die Saison 2008/09 beinhaltete die 91. und die 92. Auflage der Primera División de Costa Rica, der höchsten costa-ricanischen Fußballliga. In dieser Saison wurden zwei Meisterschaften - Invierno Scotiabank 2008 und Verano Scotiabank 2009 - ausgespielt. Aus den Ergebnissen beider Meisterschaften wurde eine Gesamttabelle erstellt, um den Absteiger in die Liga de Ascenso-Segunda División zu ermitteln. Im Invierno holte Saprissa zum fünften Mal in Folge die Meisterschaft (die 28.), im Verano triumphierte erstmals Liberia Mia CF.

## Austragungsmodus
In der Saison 2008/09 wurden zwei Meisterschaften ausgespielt, zuerst von Juli bis Dezember das Torneo de Invierno 2008, danach von Januar bis Mai das Torneo de Verano 2009. Die Torneos wurden in folgendem Modus ausgespielt:
- Die zwölf teilnehmenden Vereine wurden in zwei Gruppen A und B aufgeteilt.
- Innerhalb jeder Gruppe trafen die Vereine einmal zuhause und einmal auswärts aufeinander, gegen die Vereine der anderen Gruppe gab es jeweils ein Spiel. Insgesamt ergaben sich so 16 Spiele pro Team.
- Nach der Gruppenphase traten die Zweitplatzierten gegen die Drittplatzierten der jeweils anderen Gruppe im Viertelfinale in Hin- und Rückspiel an.
- Im Halbfinale trafen die Gruppenersten auf die Viertelfinalgewinner.
- Die beiden Halbfinalsieger spielten im Finale den Meister aus.
- Am Ende der Saison wurde eine Gesamttabelle erstellt, um den Absteiger in die Liga de Ascenso-Segunda División zu ermitteln.
- Die Meister beider Torneos qualifizierten sich für die CONCACAF Champions League 2009/10.

## Endstand

### Invierno Scotiabank 2008

#### Gruppe A
| Pl.             | Verein           | Sp. | S | U | N | Tore  | Diff. | Punkte |
| --------------- | ---------------- | --- | - | - | - | ----- | ----- | ------ |
| 01              | CD Saprissa (M)  | 16  | 8 | 5 | 3 | 30:15 | 15    | 29     |
| 02              | Brujas FC        | 16  | 8 | 4 | 4 | 33:22 | 11    | 28     |
| 03              | Liberia Mía CF   | 16  | 7 | 3 | 6 | 28:30 | −2    | 24     |
| 04              | Puntarenas FC    | 16  | 6 | 3 | 7 | 22:27 | −5    | 21     |
| 05              | AD Ramonense (N) | 16  | 3 | 6 | 7 | 19:31 | −12   | 15     |
| 06              | AD Carmelita     | 16  | 0 | 9 | 7 | 21:34 | −23   | 9      |
| Stand: Endstand |                  |     |   |   |   |       |       |        |

#### Gruppe B
| Pl.             | Verein                       | Sp. | S | U | N | Tore  | Diff. | Punkte |
| --------------- | ---------------------------- | --- | - | - | - | ----- | ----- | ------ |
| 01              | LD Alajuelense               | 16  | 7 | 6 | 3 | 24:18 | 6     | 27     |
| 02              | AD Municipal Pérez Zeledón   | 16  | 7 | 5 | 4 | 21:17 | −1    | 26     |
| 03              | AD San Carlos                | 16  | 7 | 3 | 6 | 27:25 | 3     | 24     |
| 04              | CS Herediano                 | 16  | 6 | 4 | 6 | 21:20 | 1     | 22     |
| 05              | CF Universidad de Costa Rica | 16  | 4 | 5 | 7 | 18:23 | −5    | 17     |
| 06              | CS Cartaginés                | 16  | 3 | 7 | 6 | 16:18 | −2    | 16     |
| Stand: Endstand |                              |     |   |   |   |       |       |        |

#### Viertelfinale
| Gruppendritter | Gesamt          | Gruppenzweiter             | Hinspiel | Rückspiel |
| -------------- | --------------- | -------------------------- | -------- | --------- |
| Liberia Mía CF | 2:2 (3:4 i. E.) | AD Municipal Pérez Zeledón | 2:2      | 0:0       |
| AD San Carlos  | 2:0             | Brujas FC                  | 2:0      | 0:0       |

#### Halbfinale
| Viertelfinalsieger         | Gesamt | Gruppenerster  | Hinspiel | Rückspiel |
| -------------------------- | ------ | -------------- | -------- | --------- |
| AD Municipal Pérez Zeledón | 3:5    | CD Saprissa    | 1:1      | 2:4       |
| AD San Carlos              | 3:4    | LD Alajuelense | 2:1      | 1:3       |

#### Finale
| Halbfinalsieger 1 | Gesamt | Halbfinalsieger 2 | Hinspiel | Rückspiel |
| ----------------- | ------ | ----------------- | -------- | --------- |
| LD Alajuelense    | 2:3    | CD Saprissa       | 2:0      | 0:3       |

#### Platzierungen
| 01              | CD Saprissa (M)              |
| 02              | LD Alajuelense               |
| 03              | AD Municipal Pérez Zeledón   |
| 04              | AD San Carlos                |
| 05              | Brujas FC                    |
| 06              | Liberia Mía CF               |
| 07              | CS Herediano                 |
| 08              | Puntarenas FC                |
| 09              | CF Universidad de Costa Rica |
| 10              | CS Cartaginés                |
| 11              | AD Ramonense (N)             |
| 12              | AD Carmelita                 |
| Stand: Endstand |                              |

### Verano Scotiabank 2009

#### Gruppe A
| Pl.             | Verein         | Sp. | S | U | N | Tore  | Diff. | Punkte |
| --------------- | -------------- | --- | - | - | - | ----- | ----- | ------ |
| 01              | Brujas FC      | 16  | 7 | 5 | 4 | 21:14 | 7     | 26     |
| 02              | Liberia Mía CF | 16  | 8 | 4 | 4 | 19:16 | 3     | 26     |
| 03              | AD Ramonense   | 16  | 6 | 5 | 5 | 22:19 | 3     | 23     |
| 04              | Puntarenas FC  | 16  | 5 | 6 | 5 | 18:21 | −3    | 21     |
| 05              | AD Carmelita   | 16  | 3 | 5 | 8 | 14:24 | −10   | 14     |
| 06              | LD Alajuelense | 16  | 3 | 4 | 9 | 14:22 | −23   | 13     |
| Stand: Endstand |                |     |   |   |   |       |       |        |

#### Gruppe B
| Pl.             | Verein                       | Sp. | S  | U | N  | Tore  | Diff. | Punkte |
| --------------- | ---------------------------- | --- | -- | - | -- | ----- | ----- | ------ |
| 01              | CD Saprissa                  | 16  | 10 | 3 | 3  | 26:13 | 13    | 33     |
| 02              | CS Herediano                 | 16  | 9  | 3 | 4  | 22:15 | 7     | 30     |
| 03              | AD Municipal Pérez Zeledón   | 16  | 6  | 5 | 5  | 19:17 | 2     | 23     |
| 04              | CS Cartaginés                | 16  | 5  | 8 | 3  | 13:11 | 2     | 23     |
| 05              | AD San Carlos                | 16  | 4  | 6 | 6  | 18:17 | 1     | 18     |
| 06              | CF Universidad de Costa Rica | 16  | 3  | 1 | 12 | 11:28 | −17   | 10     |
| Stand: Endstand |                              |     |    |   |    |       |       |        |

#### Viertelfinale
| Gruppendritter             | Gesamt | Gruppenzweiter | Hinspiel | Rückspiel |
| -------------------------- | ------ | -------------- | -------- | --------- |
| AD Ramonense               | 2:3    | CS Herediano   | 0:1      | 2:2       |
| AD Municipal Pérez Zeledón | 1:3    | Liberia Mía CF | 1:2      | 0:1       |

#### Halbfinale
| Viertelfinalsieger | Gesamt | Gruppenerster | Hinspiel | Rückspiel |
| ------------------ | ------ | ------------- | -------- | --------- |
| CS Herediano       | 6:2    | Brujas FC     | 3:1      | 3:1       |
| Liberia Mía CF     | 2:1    | CD Saprissa   | 1:1      | 1:0       |

#### Finale
| Halbfinalsieger 1 | Gesamt | Halbfinalsieger 2 | Hinspiel | Rückspiel |
| ----------------- | ------ | ----------------- | -------- | --------- |
| Liberia Mía CF    | 3:0    | CS Herediano      | 0:0      | 3:0       |

#### Platzierungen
| 01              | Liberia Mía CF               |
| 02              | CS Herediano                 |
| 03              | CD Saprissa (M)              |
| 04              | Brujas FC                    |
| 05              | AD Ramonense (N)             |
| 06              | AD Municipal Pérez Zeledón   |
| 07              | CS Cartaginés                |
| 08              | Puntarenas FC                |
| 09              | AD San Carlos                |
| 10              | AD Carmelita                 |
| 11              | LD Alajuelense               |
| 12              | CF Universidad de Costa Rica |
| Stand: Endstand |                              |

### Gesamttabelle
| Pl.             | Verein                       | Sp. | S  | U  | N  | Tore  | Diff. | Punkte |
| --------------- | ---------------------------- | --- | -- | -- | -- | ----- | ----- | ------ |
| 01              | CD Saprissa                  | 32  | 18 | 8  | 6  | 56:28 | 28    | 62     |
| 02              | Brujas FC                    | 32  | 15 | 9  | 8  | 54:36 | 18    | 54     |
| 03              | CS Herediano                 | 32  | 15 | 7  | 10 | 43:35 | 8     | 52     |
| 04              | Liberia Mía CF               | 32  | 14 | 8  | 10 | 47:46 | 1     | 50     |
| 05              | AD Municipal Pérez Zeledón   | 32  | 13 | 10 | 9  | 40:34 | 6     | 49     |
| 06              | AD San Carlos                | 32  | 11 | 9  | 12 | 45:42 | 3     | 42     |
| 07              | Puntarenas FC                | 32  | 11 | 9  | 12 | 40:48 | −8    | 42     |
| 08              | LD Alajuelense               | 32  | 10 | 10 | 12 | 38:40 | 2     | 40     |
| 09              | CS Cartaginés                | 32  | 8  | 15 | 9  | 29:29 | 0     | 39     |
| 10              | AD Ramonense (N)             | 32  | 9  | 11 | 12 | 41:50 | −9    | 38     |
| 11              | CF Universidad de Costa Rica | 32  | 7  | 6  | 19 | 29:51 | −22   | 27     |
| 12              | AD Carmelita                 | 32  | 3  | 14 | 15 | 35:58 | −23   | 23     |
| Stand: Endstand |                              |     |    |    |    |       |       |        |